# 1.ª Companhia
1.ª Companhia foi um reality show da TVI transmitido no ano de 2005 e apresentado por Júlia Pinheiro e José Pedro Vasconcelos. Leonor Poeiras apresentou os "Diários".
Neste reality show, várias figuras públicas entre as quais, José Castelo Branco, Romana, Diana Chaves, Ruth Marlene, o ex-concorrente do Big Brother Famosos 1 Telmo, entre outros, tinham como objetivo viver durante sete semanas como se estivessem na tropa em regime de recruta.
A localização escolhida para o "quartel" foi a Tapada do Mouco, no Parque Natural de Sintra-Cascais.
A 1ª edição da Primeira Companhia estreou com 13 pontos de rating e 42.7% share, e a grande final atingiu 14.7 pontos de rating e 51.6% share. Já a segunda recruta estreou com 18 pontos de rating e um share de 51.0% share e a grande final fez 12.2% rating e 50.4% share.

## 1.ª Recruta
| 1  | Telmo               | Leiria         | 18 de Setembro de 2005 | 6 de Novembro de 2005  |
| 2  | Diana Chaves        | Lisboa         | 18 de Setembro de 2005 | 6 de Novembro de 2005  |
| 3  | Valentina Torres    | Lisboa         | 18 de Setembro de 2005 | 6 de Novembro de 2005  |
| 4  | Vânia               | Lisboa         | 18 de Setembro de 2005 | 6 de Novembro de 2005  |
| 5  | José Castelo Branco | Moçambique     | 18 de Setembro de 2005 | 31 de Outubro de 2005  |
| 6  | Romana              | Lisboa         | 18 de Setembro de 2005 | 23 de Outubro de 2005  |
| 7  | Alexandre Frota     | Rio de Janeiro | 18 de Setembro de 2005 | 16 de Outubro de 2005  |
| 8  | Nuno Homem de Sá    | Lisboa         | 18 de Setembro de 2005 | 9 de Outubro de 2005   |
| 9  | Dina Pedro          | Lisboa         | 18 de Setembro de 2005 | 2 de Outubro de 2005   |
| 10 | Rubim               | Lisboa         | 18 de Setembro de 2005 | 25 de Setembro de 2005 |

Legenda
|  |               |
|  | Vencedor      |
|  | Vice-vencedor |
|  | Eliminado/a   |
|  | Expulso/a     |
|  | Desistiu      |
|  | Finalista     |

## 2.ª Recruta
- Ruth Marlene
- Arlinda Mestre
- Jorge Monte Real
- Ana
- Cristina Areia
- Sá Leão
- Jacinto Paixão
- João Melo
- Inês Pereira
- Serginho